# Jatropha nogalensis
Jatropha nogalensis es una especie de arbusto perteneciente a la familia de las euforbiáceas.

## Descripción
Es un arbusto que alcanza un tamaño de 20 cm de altura. Se encuentra en las llanuras semidesérticas o laderas de colinas, por lo general en suelos de yeso, a una altitud de 360-950 metros en Somalia.

## Taxonomía
Jatropha nogalensis fue descrita por Emilio Chiovenda y publicado en Flora Somala 1: 306. 1929.